# Karin Kuljanić
Karin Kuljanić (Zagreb, 1971.), hrvatska je glazbenica i psihologinja. Dobitnica je 1. nagrade publike u četiri izdanja Melodija Istra i Kvarnera.

## Rani život
Otac Karin Kuljanić je akademik Elso Kuljanić, a majka Margherita Kuljanić. Obitelj potječe s otoka Cresa. Karin je rođena u Zagrebu 1971.

## Glazbena karijera
Prvi je puta nastupila na MIK-u 1994. godine s pjesmom "Zami me sobun sakamo" osvojivši treću nagradu publike. Svoj samostalni koncert održala je 2009. u Kastvu u dvorani Teatra Fenice. To je obilježilo 15 godina njezine karijere. Te je godine izdala i CD album pod nazivom "Štorija od života".

## Zanimljivosti
Kuljanić je po struci psihologinja, a nakon fakulteta magistrirala je kliničku psihologiju u Zagrebu te završila psihoterapijske škole i radi kao psihologinja u KBC-u Rijeka na Klinici za ginekologiju i porodništvo. Trenutačno je tajnica Grupe za kvalitetu života Europskog društva za istraživanje i liječenje raka u Bruxellesu (EORTC).